# Chlorostrymon
Chlorostrymon là một chi bướm ngày trong họ Bướm xanh. Các loài thuộc chi này được tìm thấy ở các vùng Cận nhiệt đới và Tân nhiệt đới.

## Các loài
- Chlorostrymon simaethis (Drury, 1773)
- Chlorostrymon telea (Hewitson, 1868)
- Chlorostrymon maesites (Herrich-Schäffer, 1864)
- Chlorostrymon clenchi Comstock & Huntington, 1943 Dominica, Guadeloupe
- Chlorostrymon kuscheli (Ureta, 1949)
- Chlorostrymon orbis Johnson & Smith, 1993 Jamaica

## Hình ảnh

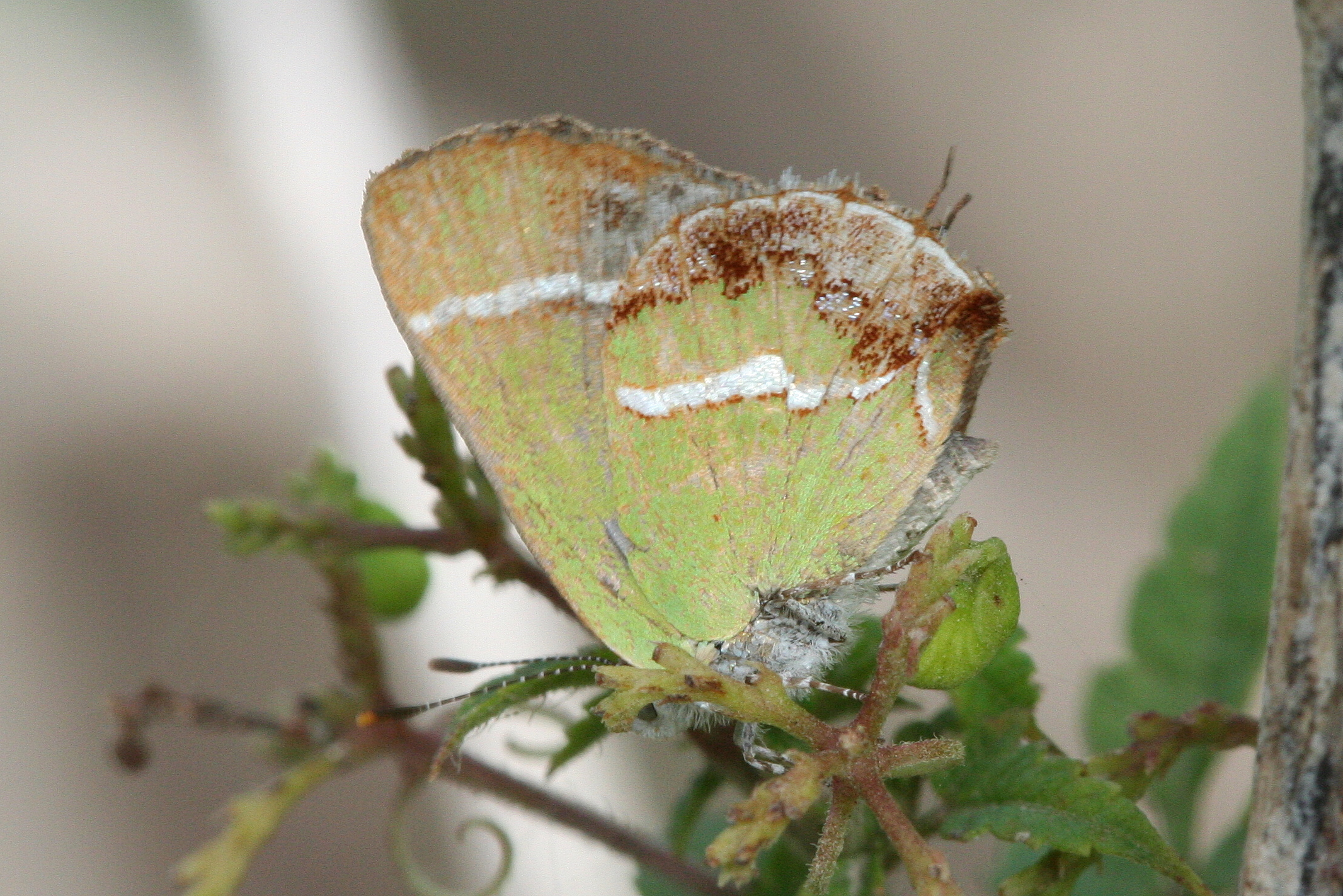